# Municipio de Cunningham (Misuri)
El municipio de Cunningham (en inglés: Cunningham Township) es un municipio ubicado en el condado de Chariton en el estado estadounidense de Misuri. En el año 2010 tenía una población de 217 habitantes y una densidad poblacional de 1,35 personas por km².

## Geografía
El municipio de Cunningham se encuentra ubicado en las coordenadas 39°38′41″N 93°12′19″O / 39.64472, -93.20528. Según la Oficina del Censo de los Estados Unidos, el municipio tiene una superficie total de 160.33 km², de la cual 149,52 km² corresponden a tierra firme y (6,74 %) 10,81 km² es agua.

## Demografía
Según el censo de 2010, había 217 personas residiendo en el municipio de Cunningham. La densidad de población era de 1,35 hab./km². De los 217 habitantes, el municipio de Cunningham estaba compuesto por el 99,08 % blancos y el 0,92 % eran de una mezcla de razas. Del total de la población el 0 % eran hispanos o latinos de cualquier raza.